# Bazil Popa
Bazil Popa (n. 16 ianuarie 1918 – d. 22 februarie 1987) a fost un inginer termotehnician român, profesor universitar și rector al Institutului Politehnic din Cluj. A fost coautor și coordonator al tratatului Manualul inginerului termotehnician.

## Activitate
A absolvit ca șef de promoție Școala Politehnică din Timișoara, după care a lucrat la Astra Arad și la Întreprinderea Mecanică de Material Rulant din Cluj.
Din 1948 a făcut parte dintre cadrele didactice ale nou-înființatului Institut de Mecanică, care în 1953 a devenit Institutul Politehnic din Cluj.  În decursul timpului a fost șef al Catedrei de Fizică (1948–1953), primul decan al Facultății de Mecanică (1953–1958), apoi prorector al institutului, iar între 1968–1976 a fost rectorul institutului. În calitate de rector a militat pentru noul sediu al Facultății de Mecanică (actual Facultatea de Autovehicule Rutiere, Mecatronică și Mecanică și Facultatea de Ingineria Materialelor și a Mediului) din bd. Muncii nr. 103–105, a clădirii turn a Facultății de Construcții din str. Daicoviciu nr. 15, a construcțiilor din str. Observatorului și a cantinei și căminelor din Mărăști.
Este titular al 15 brevete de invenții și al peste 100 de articole și comunicări științifice.
Dintre lucrările publicate, cea mai importantă este tratatul „Manualul Inginerului Termotehnician”, în 3 volume, 1986, la care a contribuit ca autor și al cărui coordonator a fost.
Alte lucrări publicate:
- Arbori cotiți (coautori: Adrian Șomcuteanu, Andrei Ripianu, Ion Trebonius), 1960;
- Rodarea și uzura motoarelor cu ardere internă (coautori: Constantin Silași și Nicolae Bățagă), 1967;
- Probleme de termotehnică și mașini termice (coautori: Vasile Kassian, Nicolae Bățagă, Constantin Silași și Constantința Vintilă), 1967;
- Termotehnică și mașini termice (coautor: Constantin Silași), 1969
- Recuperarea căldurii în industrie (coautori: Ion Lazăr, Titus Berinde, Valeriu Bistriceanu), 1971;
- Teoria și calculul injectoarelor mecanice cu cameră de turbionare, (coautor: Vasile Kassian), 1971, 1973;
- Termotehnică, mașini și instalații termice: Probleme (coautor: Constantința Vintilă), 1973;
- Termotehnică, agregate și instalații termice: Culegere de probleme (coautori: Eugeniu Man, Marcel Popa), 1973, 1979;
- Transfer de căldură în procesele industriale (coautor: Constantința Vintilă), 1975;
- Schimbătoare de căldură industriale (coautori: Helmuth Theil, Teodor Mădărășan), 1977
- Termotehnică și mașini termice (coautor: Constantința Vintilă), 1977;
- Solicitări termice în construcția de mașini (coautori: Nicolae Bățagă, Teodor Mădărășan, Ioan Adameșteanu),1978
- Dicționar poliglot de termotehnică și mașini termice: engleză, română, germană, franceză, rusă (coord., autori: Vasile Kassian, Ioan Biriș, Sara Szekely), 1975
- Motoare pentru autovehicule, (coautori: Nicolae Bățagă, Aurica Căzilă), 1982;
- Termotehnică și mașini termice (coautori: Alexandru Dănescu și alți 10), 1985.

## Distincții
- titlul de Profesor universitar emerit al Republicii Socialiste România (26 iunie 1969) „în semn de prețuire a personalului didactic pentru activitatea meritorie în domeniul instruirii și educării elevilor și studenților și a contribuției aduse la dezvoltarea învățămîntului și culturii din patria noastră”[10]
- Ordinul Steaua Republicii Socialiste România clasa a IV-a (1971) „pentru merite deosebite în opera de construire a socialismului, cu prilejul aniversării a 50 de ani de la constituirea Partidului Comunist Român”[11]